# Resolutie 2153 Veiligheidsraad Verenigde Naties
Resolutie 2153 van de Veiligheidsraad van de Verenigde Naties werd op 29 april 2014 unaniem door de VN-Veiligheidsraad aangenomen. Met de resolutie werden het wapenembargo en de sancties tegen Ivoorkust met een jaar verlengd terwijl het embargo op ruwe diamant uit het land werd opgeheven.

## Achtergrond
In 2002 brak in Ivoorkust een burgeroorlog uit tussen de regering in het christelijke zuiden en rebellen in het islamitische noorden van het land. In 2003 leidden onderhandelingen tot de vorming van een regering van nationale eenheid en waren er Franse- en VN-troepen aanwezig. In 2004 zegden de rebellen hun vertrouwen in de regering op en namen ze opnieuw de wapens op. Het noorden van het land werd voornamelijk door deze Forces Nouvelles gecontroleerd. Er werden illegaal diamanten uitgevoerd via de buurlanden en wapens ingevoerd via Burkina Faso, zo concludeerden VN-experts.
Na de presidentsverkiezingen eind 2010 ontstonden wederom onlusten, toen zittend president Laurent Gbagbo op post bleef ondanks de internationaal erkende overwinning van Alassane Ouattara.

## Inhoud
De veiligheid, vrede en stabiliteit van Ivoorkust verbeterden en het land werkte meer samen met de buurlanden Ghana en Liberia. Ook was aangekondigd dat er in oktober 2015 presidentsverkiezingen zouden worden gehouden. Wel was er bezorgdheid over vertragingen bij de hervorming van leger en politie en de demobilisatie en herintegratie van voormalige strijders. Ook waren er vooral in het westen van het land te weinig middelen in de strijd tegen illegale belastingheffingen, controleposten en oplichtingen.
Het Kimberley-Proces erkende dat Ivoorkust voldeed aan de minimumvereisten voor deelname aan het certificatiestelsel van de organisatie, die het land voorts aanspoorde zijn diamantindustrie te ontwikkelen volgens de standaarden van het Kimberley-Proces. Daarom hief de Veiligheidsraad het embargo op ruwe diamant tegen het land op.
Het was van belang dat daders van mensenrechtenschendingen werden berecht. In dat kader was Charles Blé Goudé, voormalig leider van de Jonge Patriotten, uitgeleverd aan het Internationaal Strafhof.
Het wapenembargo tegen Ivoorkust, waarvan diens veiligheidsdiensten en de buitenlandse vredeshandhavers waren uitgezonderd, werd wel met een jaar verlengd. De procedures in verband met het toezicht op dit embargo door een groep van experts werden verder uitgediept. Het mandaat van die experts werd met dertien maanden verlengd. Verder werden ook de financiële sancties en de reisverboden met een jaar verlengd.

## Verwante resoluties
- Resolutie 2101 Veiligheidsraad Verenigde Naties (2013)
- Resolutie 2112 Veiligheidsraad Verenigde Naties (2013)
- Resolutie 2162 Veiligheidsraad Verenigde Naties
- Resolutie 2219 Veiligheidsraad Verenigde Naties (2015)

Lijst ·  2133 ·  2134 ·  2135 ·  2136 ·  2137 ·  2138 ·  2139 ·  2140 ·  2141 ·  2142 ·  2143 ·  2144 ·  2145 ·  2146 ·  2147 ·  2148 ·  2149 ·  2150 ·  2151 ·  2152 ·  2153 ·  2154 ·  2155 ·  2156 ·  2157 ·  2158 ·  2159 ·  2160 ·  2161 ·  2162 ·  2163 ·  2164 ·  2165 ·  2166 ·  2167 ·  2168 ·  2169 ·  2170 ·  2171 ·  2172 ·  2173 ·  2174 ·  2175 ·  2176 ·  2177 ·  2178 ·  2179 ·  2180 ·  2181 ·  2182 ·  2183 ·  2184 ·  2185 ·  2186 ·  2187 ·  2188 ·  2189 ·  2190 ·  2191 ·  2192 ·  2193 ·  2194 ·  2195